# Équipe d'Allemagne de l'Est olympique de football
Maillots
L'équipe d'Allemagne de l'Est olympique de football  représentait la République démocratique allemande (ou éventuellement l'équipe unifiée d'Allemagne, durant la période 1956-1964) dans les compétitions de football aux Jeux olympiques d'été. La RDA, dite Allemagne de l'Est, est un état qui a existé de 1949 à 1990.

## Histoire
En 1952, l'équipe d'Allemagne de l'Est est inscrite pour le premier tournoi de qualification afin de participer aux Jeux de Melbourne. Elle devait rencontrer la Hongrie, mais déclare forfait.
En 1956, 1960 et 1964, les règles du CIO n'autorisaient qu'une seule équipe allemande à participer. Après l'échec des négociations pour composer une équipe commune en 1956, les fédérations de football et les comités national olympique de RFA et local olympique de RDA ont convenu d'organiser un barrage entre leurs équipes pour savoir laquelle représenterait l' Allemagne unifiée. En 1960, la confrontation en matchs aller-retour est remportée les Allemands de l'Ouest (2-0 ; 1-2).
En 1964, le barrage est cette fois remporté par l'Allemagne de l'Est (3-0 ; 1-2). L'équipe est-allemande poursuit donc le parcours sous la bannière de l'Équipe unifiée d'Allemagne. En phase de qualifications, les Allemands écartent les Pays-Bas (1-0 ; 3-1) et l'Union soviétique (1-1 ; 1-1 ; 4-1). Aux Jeux olympiques, ils obtiennent la médaille de bronze.
En 1968, l'équipe d'Allemagne de l'Est, qui désormais représente le comité olympique de RDA enfin reconnu par le CIO, échoue en qualifications, malgré des succès contre la Grèce (5-0 ; 5-0) et la Roumanie (1-0 ; 1-0), mais suivis d'une élimination au score cumulé contre la Bulgarie au troisième tour (1-4 ; 3-2).
En 1972, les Allemands de l'Est dominent l'Italie (4-0 ; 1-0) et la Yougoslavie (2-0 ; 0-0), et profitent du forfait de la Finlande pour se qualifier pour les Jeux de Munich. La RDA franchit le premier tour en prenant la deuxième place de son groupe et crée la surprise lors de la troisième et dernière journée du second tour (également joué en groupes) en battant le rival ouest-allemand sur son terrain (3-2). Ce succès lui permet de disputer le match pour la médaille de bronze contre l'URSS. La rencontre ne donne pas de vainqueur et les Allemands de l'Est partagent la médaille avec les Soviétiques.
En 1976, la qualification pour les Jeux est obtenue contre la Grèce (1-0 ; 4-0) puis la Tchécoslovaquie et l'Autriche. À Montréal, la RDA effectue un parcours sans faute, concédant seulement un match nul au premier tour contre le Brésil. Elle s'impose brillamment en finale (3-1) contre la redoutable Pologne, champion olympique sortant et troisième du mondial 1974. Quatre ans plus tard, aux Jeux de Moscou , la RDA atteint à nouveau la finale, grâce à une victoire en demi-finale contre l'URSS, mais s'incline contre la Tchécoslovaquie (1-0).
L'Allemagne de l'Est obtient sa qualification pour les Jeux de Los Angeles 1984 lors du Tournoi pré-olympique, mais en réponse au boycott des Jeux de Moscou, les nations communistes boycottent à leur tour les Jeux de 1984 et l'équipe est-allemande reste donc à la maison.
Pour les derniers Jeux avant la réunification allemande en 1990, la RDA est éliminée lors du tournoi pré-olympique, terminant deuxième de son groupe, derrière l'Italie, notamment en raison d'une défaite-surprise contre l'Islande (0-2).

## Palmarès
- champion olympique en 1976
- médaille d'argent aux Jeux olympiques en 1980
- médaille de bronze aux Jeux olympiques en 1964 et 1972

## Parcours aux Jeux olympiques
L'Allemagne de l'Est fait partie des nations communistes du bloc de l'Est qui alignaient des sélections de football aux Jeux olympiques très similaires à leur équipe A, car le statut de tous leurs joueurs était officiellement amateur, l'amateurisme étant une règle stricte imposée par le CIO, jusqu'en 1980. Ceci explique les grands résultats obtenus par les pays de l'Est, dont la RDA, dans la période des années 1950 à 1980.
| Tournoi de football aux Jeux olympiques | Tournoi de football aux Jeux olympiques | Tournoi de football aux Jeux olympiques | Tournoi de football aux Jeux olympiques | Tournoi de football aux Jeux olympiques | Tournoi de football aux Jeux olympiques | Tournoi de football aux Jeux olympiques | Tournoi de football aux Jeux olympiques | Tournoi de football aux Jeux olympiques |
| Année                                   | Tour/résultat                           | Classement                              | J                                       | G                                       | N                                       | P                                       | Bp                                      | Bc                                      |
| --------------------------------------- | --------------------------------------- | --------------------------------------- | --------------------------------------- | --------------------------------------- | --------------------------------------- | --------------------------------------- | --------------------------------------- | --------------------------------------- |
| 1952                                    | Non inscrite                            | -                                       | -                                       | -                                       | -                                       | -                                       | -                                       | -                                       |
| 1956                                    | Retiré                                  | -                                       | -                                       | -                                       | -                                       | -                                       | -                                       | -                                       |
| 1960                                    | Non qualifiée                           | -                                       | -                                       | -                                       | -                                       | -                                       | -                                       | -                                       |
| 1964                                    | Bronze                                  | 3                                       | 6                                       | 5                                       | 1                                       | 1                                       | 12                                      | 4                                       |
| 1968                                    | Non qualifiée                           | -                                       | -                                       | -                                       | -                                       | -                                       | -                                       | -                                       |
| 1972                                    | Bronze                                  | 3                                       | 7                                       | 5                                       | 0                                       | 2                                       | 23                                      | 9                                       |
| 1976                                    | Or                                      | 1                                       | 5                                       | 4                                       | 0                                       | 1                                       | 10                                      | 2                                       |
| 1980                                    | Argent                                  | 2                                       | 6                                       | 4                                       | 1                                       | 1                                       | 12                                      | 2                                       |
| 1984                                    | Boycott                                 | -                                       | -                                       | -                                       | -                                       | -                                       | -                                       | -                                       |
| 1988                                    | Non qualifiée                           | -                                       | -                                       | -                                       | -                                       | -                                       | -                                       | -                                       |
| Total                                   | 4/10                                    | 4 médailles                             | 24                                      | 18                                      | 2                                       | 5                                       | 57                                      | 17                                      |